# Casper Terho
Casper Mikael Terho (* 24. Juni 2003 in Helsinki) ist ein finnischer Fußballnationalspieler. Er steht seit Sommer 2025 bei Oud-Heverlee Löwen unter Vertrag. Zuvor war er  war er bei Royale Union Saint-Gilloise aktiv und war in der Saison 2024/25 an den SC Paderborn ausgeliehen.